# Tanárky Sándor
Tanárky Sándor (Bia, 1784 – 1839. december 29.) császári-királyi őrnagy, hadtörténész, a Magyar Tudományos Akadémia rendes tagja.

## Élete
Bián született, ahol apja református lelkész volt, aki nevelését kezdte. 1806-ban a gróf Sztáray gyalogezredébe lépett mint hadfi, Bécsben a szolgálati ismeretek megszerzése után két évet a genie-tudomány alapos megtanulásának szentelt. 1809-ben zászlótartó, majd a magyar fölkelt nemes seregben főhadnagy, ahol haditudományával már fontos szolgálatokat tett. A békekötés után 1810. január 1-jén az 51. ezredhez helyezték, s hivatalos megbízással Erdély déli határait a Vaskaputól egészen a bodzai szorosig beutazván, annak hadi-helyirati leírását elkészítette, majd Bukovinában eleinte a gazdasági térképezésben vett részt, nemsokára ott is a tartomány északi felének, majd Erdély északnyugati részének hadi helyiratában működött. 1812-ben ezredének gránátosaihoz Galíciába léptetett elő és az 1813-as táborozásban Ausztriában vett részt. Krainburg erősített városnak az ellenségtől visszafoglalását, nagy részben ő eszközölte ki, és még azon évben a 2. bukovinai gyalog zászlóaljnál kapitány lett, melyet Franciaországba küldtek, amikor a közbejött fegyverszünettel a bécsújhelyi hadi akadémiába helyettes tanárnak nevezték ki. Mikor újból kitört a háború, legfőképpen a Ferdinánd főherceg hadánál Auxonne kikémlelésével tett jeles szolgálatokat, mely utóbbiról adott tudományos véleményére alapozták ezen erőd bevételét is. Az újra beállott fegyverszünet alatt Franciaország elfoglalt része egy terjedelmes vidékének helyiratával bízták meg. A háború megszűntével a második székely gyalogezrednél, majd a gradiskai, varasdkőrösi és varasdszentgyörgyi ezredeknél szolgált. Időközben számos felvételi és szabályozási munkálatokat végzett és határszéli-századfő hivatalát viselte. 1831-ben Olaszországba tétetett át, ahol 1834-ben mint első őrnagy ezredének első zászlóalját Romagnába vezette. 1838-ban vonult nyugalomba. A Magyar Tudományos Akadémiában 1837. szeptember 7-én levelező taggá, 1838. szeptember 8-án az igazgatóság által a hadtudományi helyre rendes taggá nevezték ki, mely állásában az Akadémia által kiadandó hadtudományi szótár munkálatához hozzá is fogott, de már 1839. december 29-én meghalt. A Magyar Tudományos Akadémiában Szontagh Gusztáv 1840. szeptember 8-án tartott fölötte emlékbeszédet.
Cikkei a Tudományos Gyűjteményben (1822. V. Főhg. Ferdinand magyar huszárezredének történetei a franczia háború kezdetétől fogva a lunevillei békességig); a Magyar tudós-társaság Évkönyveiben (V. 1838-40. A hadtudományoknak az álladalmak s különösen magyar hazánk fenntartására életbe ható fontosságáról. Székfoglaló).
Kéziratban: Károly cs. kir. főherczeg. «A Strategia elvei» ford. két kötet).